# Bluffton (Minnesota)
Bluffton è un comune degli Stati Uniti d'America, situato nello Stato del Minnesota, nella Contea di Otter Tail.